# Outokumpu Nirosta

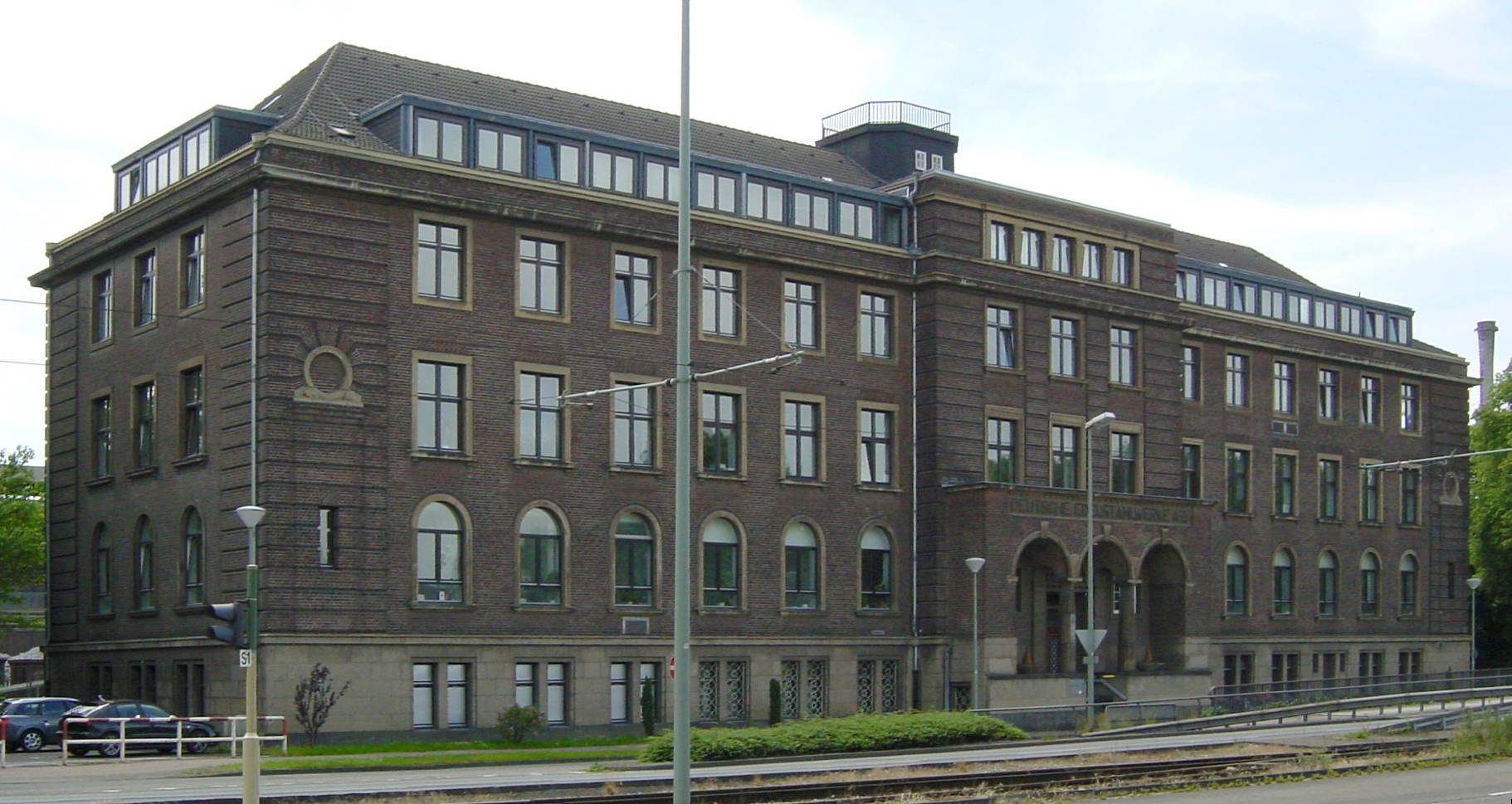
Die alte Betriebsverwaltung der ThyssenKrupp Nirosta an der Gladbacher Straße in Krefeld

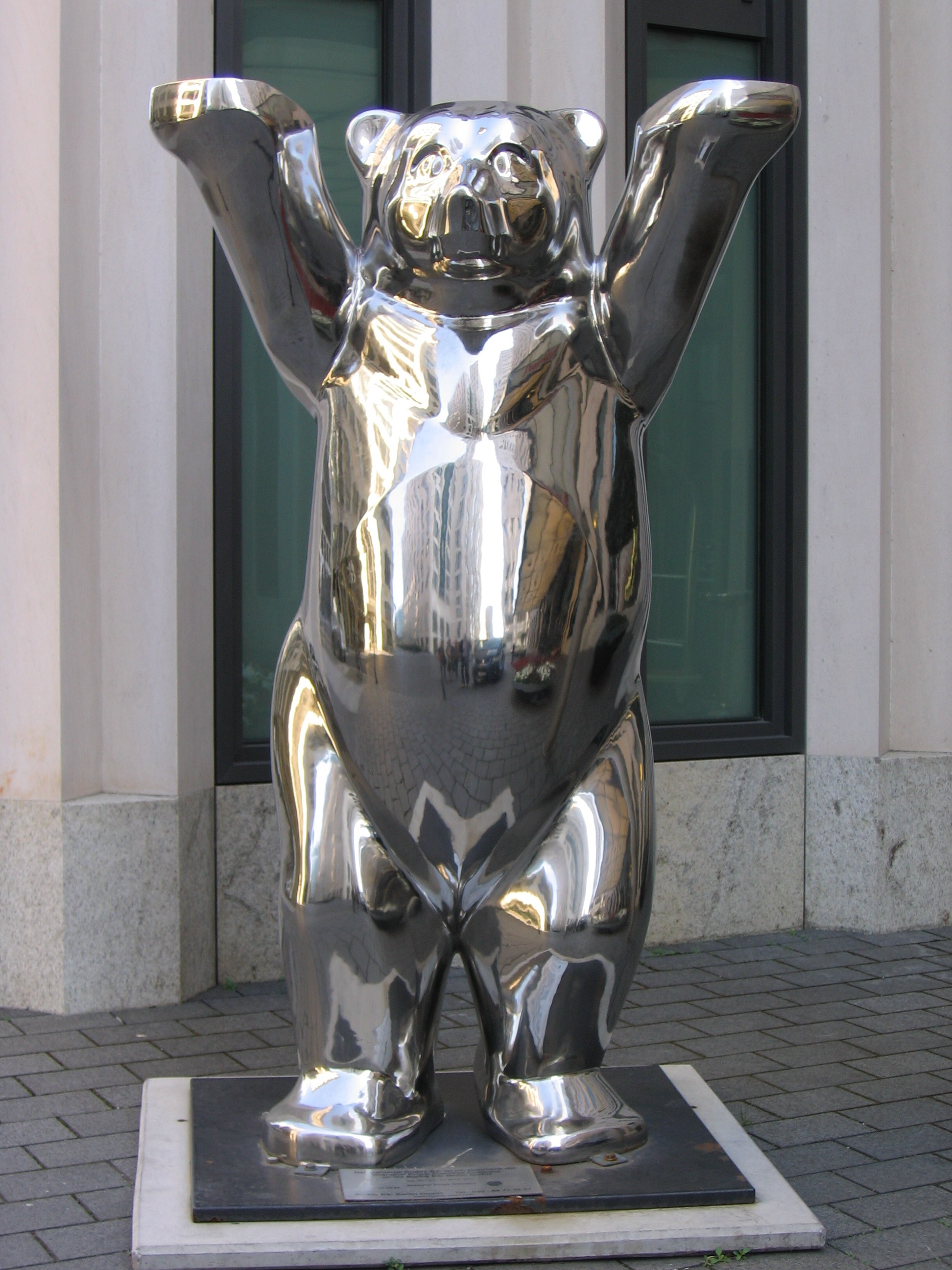
Edelstahl-Buddy Bär in Berlin, gefertigt von Shanghai KruppStainless

Die Outokumpu Nirosta GmbH (vormals ThyssenKrupp Nirosta) mit Firmensitz in Krefeld stellt Flacherzeugnisse aus rostfreiem Stahl her. Nirosta gehört seit 2012 zum finnischen Konzern Outokumpu. Der ältere Namensteil entstand als Kurzform NiRoSta für nichtrostenden Stahl.

## Geschichte
Die ThyssenKrupp Nirosta entstand 1995, als die Konzerne Krupp und Thyssen ihre Nirosta-Sparten zusammenlegten. Innerhalb des ehemaligen Thyssen-Konzerns wurden die Werke in Krefeld und Witten als Gesellschaft Thyssen-Edelstahlwerke (TEW) betrieben.
ThyssenKrupp Nirosta war die größte Einzelgesellschaft der ehemaligen Edelstahlsparte von ThyssenKrupp, die damals unter der Führungsgesellschaft ThyssenKrupp Stainless organisiert war. Im Dezember 2012 wurde die ThyssenKrupp Stainless AG an den finnischen Konzern Outokumpu veräußert. Im Zuge dessen erhielt die ThyssenKrupp Stainless den neuen Namen Inoxum und die ThyssenKrupp Nirosta firmiert seitdem unter Outokumpu Nirosta.
Die Produktionsstandorte der Outokumpu Nirosta befinden sich heute in Krefeld (⊙), Dahlerbrück und Dillenburg (⊙). Der Standort Bochum (⊙) mit dem Schmelzwerk wurde 2015 stillgelegt. Rund ein Jahr später wurde auch der Standort Düsseldorf (⊙) geschlossen, wobei Maschinen und Anlagen nach Krefeld verlagert wurden.